# Valery Sablin
Valery Mikhailovich Sablin  (Russo: Вале́рий Миха́йлович Са́блин, Valerij Michajlovič Sablin) (1 Janeiro 1939 – 3 Agosto 1976) foi um Capitão da Marinha Soviética e membro do Partido Comunista Soviético. Em Novembro de 1975, ele liderou um motim em um navio com a intenção de inspirar a população a começar uma Revolução política e instalar, em seu ver, o verdadeiro socialismo que havia sido traído pelo governo, que não mais seguia o Leninismo. Ele falhou e foi executado por traição 9 meses depois.

## Vida quando jovem
Sablin nasceu em 1939, filho de um oficial da marinha. Ele se graduou no Instituto Naval Frunze em Leningrado em 1960 e serviu na Frota Soviética do Norte. Sablin era elogiado por alguns de seus professores e colegas por seu forte senso de justiça. Ele nunca teve medo de abertamente expressar as suas opiniões. Em 1962, enviou uma carta a Nikita Khruschev pedindo para ele "livrar o Partido Comunista de bajuladores e elementos corruptos". Sablin teve sorte e foi apenas repreendido.  Em 1973, ele se graduou na Academia Político-Militar Lenin e foi apontado um oficial político. O oficial Nikolay Cherkashin, um dos colegas de Sablin, o descreveu:
Ele sempre pensou globalmente ... Ele procurava entender profundamente os fenômenos sociais. Era um político nato.

## O Motim
Em 8 de Novembro de 1975, Valery Sablin e alguns de seus companheiros prenderam o capitão e tomaram conta da frigata Storozhevoy, o melhor navio da frota soviética do báltico. Ele fez um discurso, dizendo que os ensinamentos de Lênin haviam sido traídos, e que a União Soviética estava banhada em corrupção e incompetência. Também atacou o líder soviético na época, Leonid Brejnev. Sablin declarou:
Chegou a hora de trazer justiça. Nosso ato é apenas um pequeno impulso que levará a um grande splash.
O comando da marinha soviética foi logo informado das demandas dos amotinados: garantir a proteção do navio e da tripulação, uma oportunidade diária para eles declararem suas opiniões na TV e no rádio e a chance de ter encontros pessoais com o povo. Quando Brejnev descobriu o que havia acontecido, mandou destruir a frigata. 9 navios da frota do báltico e vários aviões bombardeiros perseguiram a Storozhevoy, até que um deles bombardeou o navio. Uma bomba foi o bastante. A tripulação percebeu que seriam mortos se continuassem, e prenderam Sablin e libertaram o Capitão e alguns outros oficiais que se não se juntaram a Sablin. Em 3 de agosto de 1976, Valery Sablin foi executado por traição. O governo soviético anunciou que ele estava tentando desertar para a Suécia.

Em 1994, o governo da Federação russa mudou a sua acusação de traição para "crime de guerra". Sablin nunca foi reabilitado. Em sua última carta para seu filho, Sablin escreveu o seguinte:
Confie no fato de que a história julgará os eventos honestamente e você nunca terá que ficar envergonhado pelo que seu pai fez. De forma alguma, jamais seja uma daquelas pessoas que criticam, mas não seguem com suas ações. Essas pessoas são hipócritas - pessoas fracas e sem valor que não têm o poder de reconciliar suas crenças com suas ações. Desejo-lhe coragem, meu querido. Seja forte na crença de que a vida é maravilhosa. Seja positivo e acredite que a Revolução sempre vencerá.